# Bronisławowo (Polska)
Bronisławowo – wieś w Polsce, położona w województwie pomorskim, w powiecie kwidzyńskim, w gminie Sadlinki przy drodze wojewódzkiej nr 611.
W latach 1954–1958 wieś należała i była siedzibą władz gromady Bronisławowo, po jej zniesieniu w gromadzie Sadlinki. W latach 1975–1998 miejscowość administracyjnie należała do województwa elbląskiego.